# Tribseer Straße 12 (Stralsund)

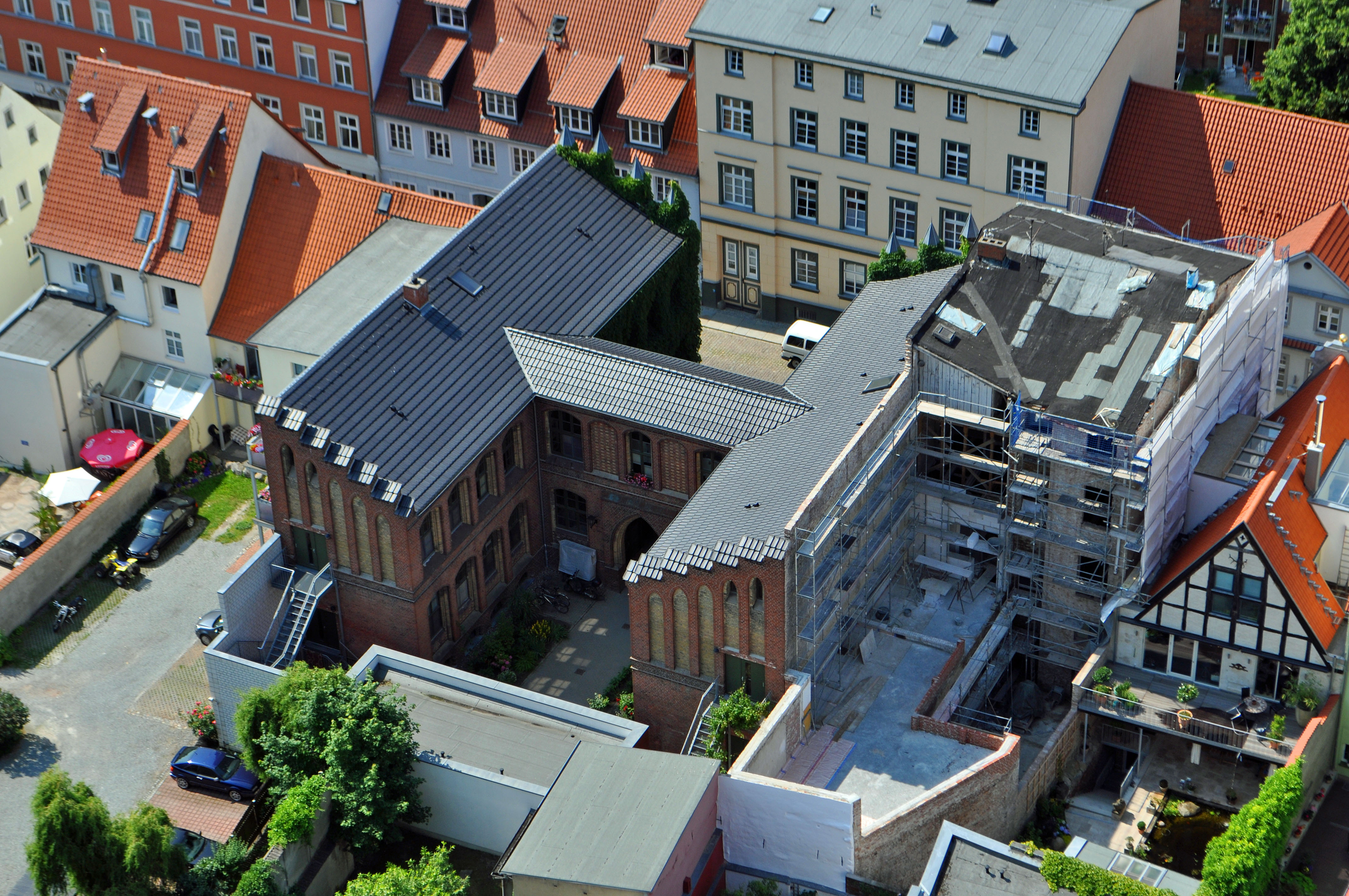
Das Haus Tribseer Straße 12 in Stralsund, Draufblick (2012)

Das Gebäude mit der postalischen Adresse Tribseer Straße 12 ist ein denkmalgeschütztes Bauwerk in der Tribseer Straße in Stralsund.
Der zweigeschossige Backsteinbau wurde im Jahr 1860 nach Plänen von Ernst von Haselberg errichtet.
Mit den beiden nördlichen Schmalseiten steht das Gebäude in der Bauflucht der Tribseer Straße. Die fensterlosen Stirnseiten werden durch abgetreppte Pfeilergiebel geprägt. Die Längsseiten der beiden Flügel sowie der Zwischenbau weisen große segmentbogige Fenster zu den beiden durch den H-förmigen Grundriss des Gebäudes gebildeten Höfen auf.
Die Fassade ist im Stil der Neugotik gestaltet. Als Schmuckelemente sind zwischen den Geschossen und unter der Traufe verlaufende Friese aus glasiertem Maßwerk gearbeitet; an der Mauervorlage, die die spitzbogige Durchfahrt aufnimmt, ist ebenfalls Maßwerk gestaltet. Zwischen den stufenförmigen, mit Rauten verzierten Blenden der nördlichen Seitengiebel zur Tribseer Straße stehen polygonale Pfeiler mit Spitzhelmen.
Das Haus liegt im Kerngebiet des von der UNESCO als Weltkulturerbe anerkannten Stadtgebietes des Kulturgutes „Historische Altstädte Stralsund und Wismar“. In die Liste der Baudenkmale in Stralsund ist es mit der Nummer 749 eingetragen.
Das Gebäude wurde zunächst als Volksschule genutzt. Später wurde sie der Ernst-Moritz-Arndt-Schule in der Mönchstraße angegliedert.